# Fiume Tepeji
Il fiume Tepeji, (río Tepeji in spagnolo, conosciuto anche come río San Jerónimo), è un corso d'acqua che attraversa lo stato del Messico e lo stato di Hidalgo, in Messico. Essendo la sorgente più lontana del fiume Pánuco (Tepeji-Tula-Moctezuma-Pánuco) che scarica le sue acque nel Golfo del Messico.

## Geografia

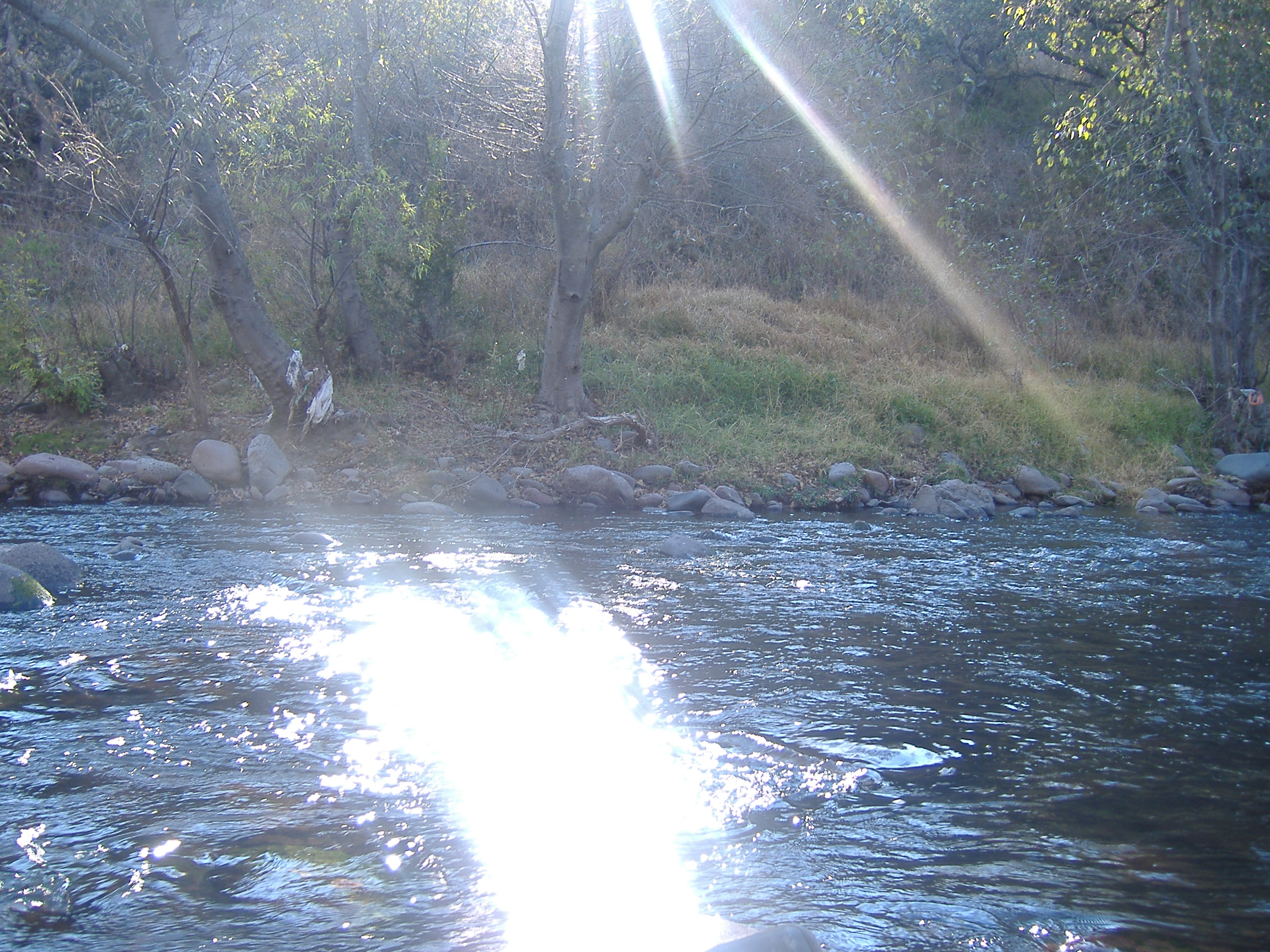
Fiume Tepeji nei dintorni di Loma Alta

Il río Tepeji nasce sulle colline Potrerillos e La Bufa, che appartengono alle catene montuose del Monte Alto e del Monte Bajo, nello Stato del Messico ad un'altitudine di circa 3800 mt. sul livello del mare. Ha una lunghezza totale di circa 73 km se consideriamo il suo inizio dalla collina Potrerillos (3440mt.), fino a Taxhimay, dove vicino alla diga è conosciuto come fiume Bufa, superando la diga Taxhimay (2110mt.), prende il nome di fiume Tepeji e riceve durante il suo corso le acque dai fiumi Paso de las Mulas, Piedra Azul e Dañe, oltre al torrente Barajas. All'origine prende il nome di fiume San Jerónimo o Bufa, con un corso nord-nordovest, che drena il versante settentrionale della catena montuosa; scorre per circa 37 km fino alla diga di Taxhimay a San Luis Loma Alta e San Luis Taxhimay, ad un'altitudine di circa 2110 m sul livello del mare. Dopo la diga di Taximay, il collettore generale prosegue in direzione nord-nordest, portando il nome del fiume Tepeji; attraversa i comuni di San Mateo Buenavista, Santiago Tlapanaloya e Taxhido, fino a raggiungere le vicinanze di Tepeji del Río. Il fiume sfocia nella diga Requena, della quale è uno dei principali affluenti, mezzo chilometro a valle della diga converge nel fiume El Salto. Da questo punto è chiamato fiume Tula, il quale riceve i sistemi di drenaggio di Città del Messico e la sua area metropolitana. Il bacino risulta con un sistema fluviale di 6° ordine, il che indica che, pur essendo un bacino di medie dimensioni, la densità di drenaggio è molto elevata, indica anche che la vegetazione è scarsa in alcuni punti, il che favorisce una migliore idrologia, che si traduce in nuovi canali. Il risultato per sottobacini è la seguente tabella:
| Sottobacini               | Km²    | Ordine delle correnti |
| ------------------------- | ------ | --------------------- |
| Río Tepeji o San Jerónimo | 139,77 | 6°                    |
| Río Las Peras             | 79,34  | 5°                    |
| Río Paso de Las Mulas     | 69,23  | 4°                    |
| Río Dañé                  | 38,38  | 4°                    |
| Río Piedra Azul           | 20,66  | 4°                    |
| Arroyo Barajas            | 20,67  | 5°                    |
| Totale dei bacini         | 355,05 |                       |

## Problematiche
Durante l'attraversamento di Tepeji del Río, il fiume riceve gli scarichi di gran parte della città, contribuendo all'aumento dell'inquinamento nella diga Requena, tanto che la diga è stata oggetto di lavori di pulizia sui 10 km di costa, ricoperti di ninfee, sono state recuperate tonnellate di spazzatura, come pneumatici, animali morti e bottiglie di plastica.
Il 7 settembre 2010, l'esondazione del fiume Tula ha provocato inondazioni nel comune di Tula de Allende e Tepeji del Río de Ocampo. Sempre il 7 settembre, il fiume Tepeji e la diga Requena hanno raggiunto il loro livello massimo e l’acqua ha provocato allagamenti in quattro quartieri del comune. L’8 settembre, per evitare altri straripamenti, vennero aperte le paratie delle dighe di Taxhimay e di Requena.
Nell'agosto 2021, l'uragano Grace ha causato l'esondazione del fiume provocando l'allagamento delle zone circostanti. 
Il 15 settembre 2024, il fiume è straripato in diversi punti nel comune di Tepeji del Río, a causa delle forti piogge registrate sabato 14 nella Valle del Messico.